# San Filareto
San Filareto (702 – Costantinopoli, 1º dicembre 792) è stato un santo bizantino. 

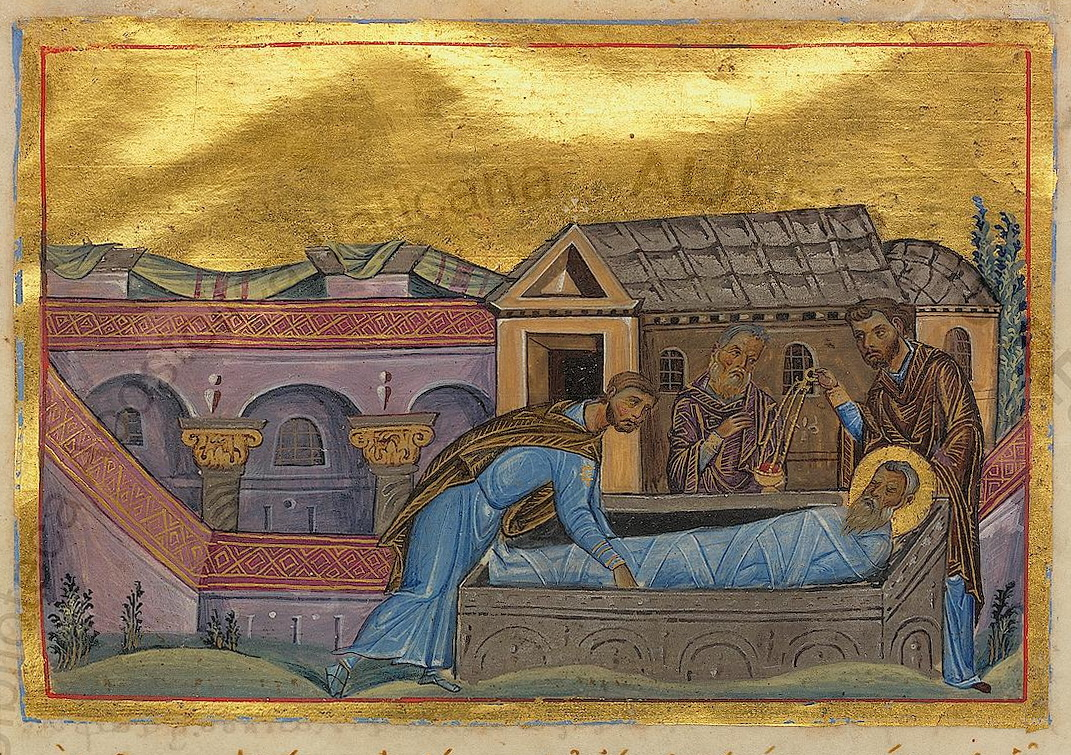

Nato ad Amnia, nel thema di Paflagonia, era molto ricco e apparteneva a un'illustre famiglia aristocratica locale di magnati dell'Anatolia bizantina. Secondo l'agiografia scritta da suo nipote Niceta, Filareto possedeva una generosità sconfinata e donava la maggior parte delle sue ricchezze. L'agiografia descrive Filareto come uno stolto in Cristo.
L'agiografia è anche degna di nota per chi studia il periodo. Le terre di Paflagonia, ad esempio, sono descritte come razziate dagli "Ismaeliti", a testimonianza del successo delle incursioni islamiche in territorio bizantino, essendo la Paflagonia a pochi giorni di viaggio da Costantinopoli.
Inoltre, l'opera rivela le possibili sfumature politiche della canonizzazione di Filareto. Diventare santi all'epoca richiedeva investimenti sostanziali, tra cui un culto, chiese costruite in tutto il territorio imperiale e una dotazione sostenuta per presentare continue petizioni alla Chiesa e ai sinodi dei vescovi per la concessione della santità. Alcuni storici hanno ipotizzato che Niceta abbia scritto l'agiografia per legittimare la famiglia e aumentarne il prestigio. Maria di Amnia, nipote di Filareto, aveva sposato l'imperatore Costantino VI dell'Impero bizantino, soprattutto su insistenza della potente madre Irene, nella prima sfilata delle spose di cui si abbia notizia. La promessa di matrimonio potrebbe essere stata un tentativo da parte di Irene di far sposare il figlio con una ragazza priva di legami importanti, riducendo così il suo potere. L'imperatrice Irene mantenne il suo potere anche quando il figlio maturò e la reggenza finì. Infatti, l'agiografia di Niceta si riferisce all'imperatrice Irene come "Basileus" Irene, usando la forma maschile della parola greca che significa "imperatore" per indicare il suo ruolo potente.
Dopo che Costantino VI riuscì a strappare il potere alla madre, divorziò anche da Maria. Pertanto, l'opera di Niceta potrebbe essere vista come un tentativo di rafforzare l'ascendenza della famiglia con una figura santa e rispettata, al fine di conferire prestigio e legittimità all'indomani del divorzio.